# Volta a Suïssa 1954
La Volta a Suïssa 1954 fou la 18a edició de la Volta a Suïssa. Aquesta edició es disputà del 7 i el 14 d'agost de 1954, amb un recorregut de 1.477 km distribuïts en 7 etapes. L'inici i final de la cursa fou a Zúric.
El vencedor final fou l'italià Pasquale Fornara, que s'imposà amb quasi tres minuts de diferència sobre el segon classificat, el també italià Agostino Coletto. Aquesta era la segona victòria en la classificació general de Fornara a la Volta a Suïssa, després de la victòria aconseguida el 1952. El també italià Giancarlo Astrua acabà en tercera posició, mentre Fausto Coppi aconseguí la classificació de la muntanya.

## Etapes
| Etapa | Data       | Recorregut                | Km  | Vencedor d'etapa       | Líder de la general    |
| ----- | ---------- | ------------------------- | --- | ---------------------- | ---------------------- |
| 1ª    | 7 d'agost  | Zúric - Winterthur        | 221 | Bruno Monti (ITA)      | Bruno Monti (ITA)      |
| 2ª    | 9 d'agost  | Winterthur - Davos        | 245 | Fausto Coppi (ITA)     | Bruno Monti (ITA)      |
| 3ª    | 10 d'agost | Davos - Lecco (ITA)       | 184 | Donato Zampini (ITA)   | Bruno Monti (ITA)      |
| 4ª    | 11 d'agost | Lecco (ITA)- Lugano (CRI) | 98  | Fausto Coppi (ITA)     | Pasquale Fornara (ITA) |
| 5ª    | 12 d'agost | Lugano - Berna            | 272 | Hans Hollenstein (SUI) | Pasquale Fornara (ITA) |
| 6ª    | 13 d'agost | Berna - Friburg           | 228 | Primo Volpi (ITA)      | Pasquale Fornara (ITA) |
| 7ª    | 14 d'agost | Friburg - Zúric           | 229 | Eugen Kamber (SUI)     | Pasquale Fornara (ITA) |

## Classificació final
|    | Ciclista                 | Equip   | Temps       |
| -- | ------------------------ | ------- | ----------- |
| 1  | Pasquale Fornara (ITA)   | Itàlia  | 41h 28' 37" |
| 2  | Agostino Coletto (ITA)   | Itàlia  | + 2' 54"    |
| 3  | Giancarlo Astrua (ITA)   | Itàlia  | + 3' 36"    |
| 4  | Bruno Monti (ITA)        | Itàlia  | + 5' 21"    |
| 5  | Fausto Coppi (ITA)       | Itàlia  | + 5' 32"    |
| 6  | Marcel Huber (SUI)       | Suïssa  | + 7' 40"    |
| 7  | Primo Volpi (ITA)        | Itàlia  | + 16' 38"   |
| 8  | Gilbert Vermote (BEL)    | Bèlgica | + 17' 52"   |
| 9  | Armin Russenberger (SUI) | Suïssa  | + 17' 58"   |
| 10 | Walter Serena (ITA)      | Itàlia  | + 18' 15"   |